# Complexo Vulcânico de Guilherme Moniz

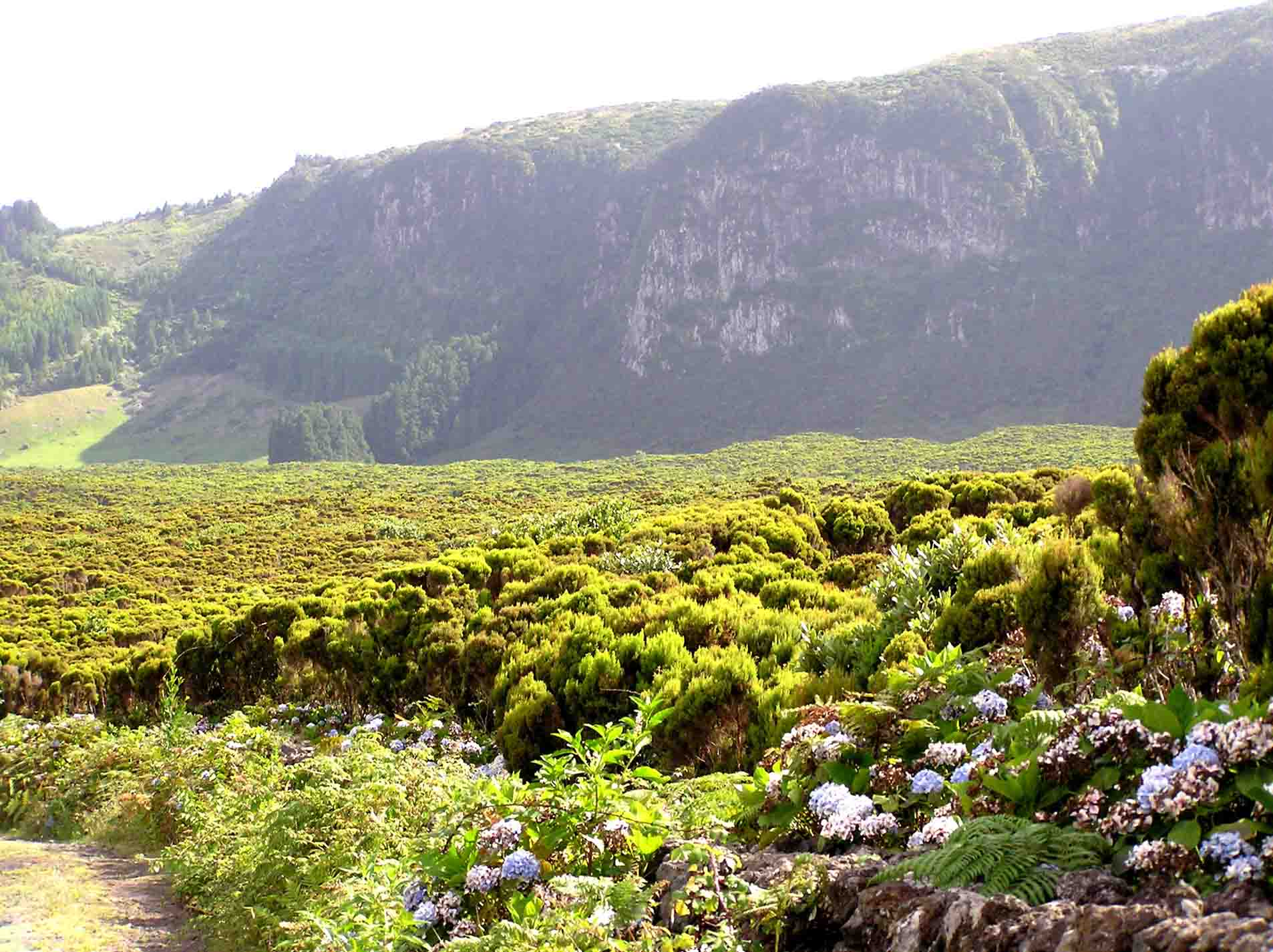
Uma das vertentes ocidentais da Caldeira Guilherme Moniz, mostrando a falésia com disjunção prismática.

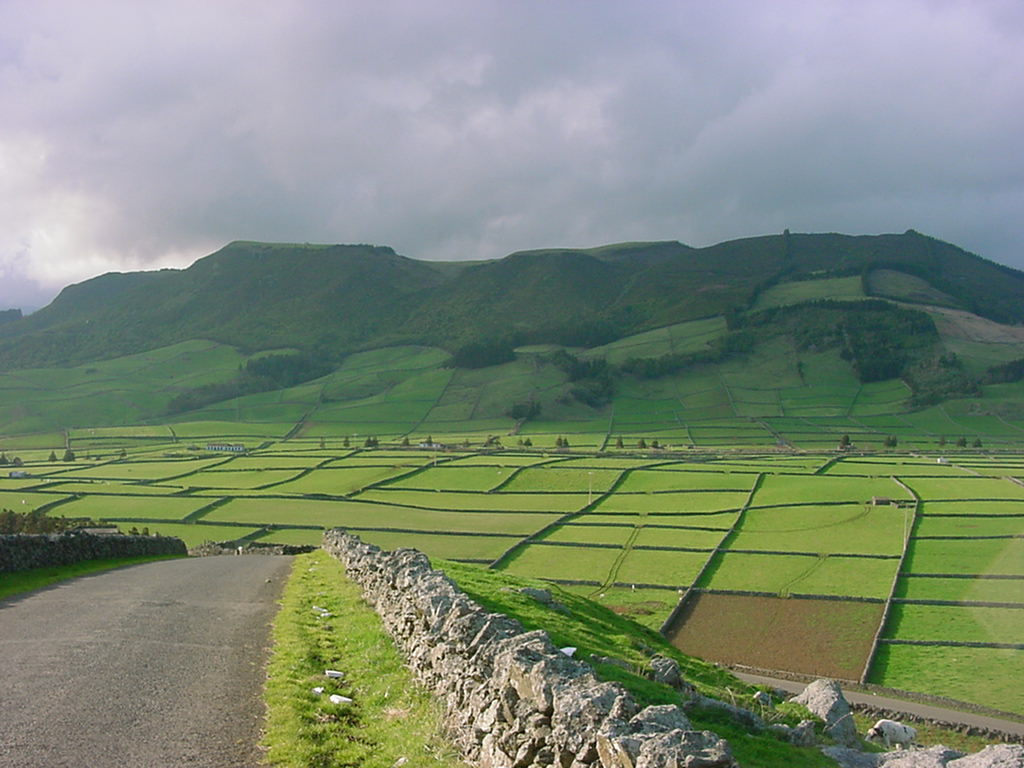
A Serra do Morião, nome dado ao falnco sul do Complexo Vulcânico de Guilherme Moniz, voltado para a cidade de Angra do Heroísmo.

O Complexo Vulcânico de Guilherme Moniz (também referido por Vulcão da Serra do Morião ou pela designação da sua estrutura mais conhecida, a Caldeira de Guilherme Moniz) é um grande vulcão central em escudo, poligenético, considerado extinto, localizado na região centro-meridional da ilha Terceira, no arquipélago dos Açores. A atividade eruptiva iniciou-se ali há mais de 400 000 anos, formando um edifício vulcânico complexo, com um diâmetro da base, medido ao nível médio do mar, que ronda 6 a 7 km, elevando-se até à altitude de 632 m, com os flancos noroeste e norte totalmente recobertos por materiais provenientes do Maciço do Pico Alto. A estrutura é encimada por uma grande caldeira de colapso elíptica, com um diâmetro maior de 4 km e menor que ronda os 2 km, cujo interior se encontra parcialmente ocupada por produtos vulcânicos recentes, com destaque para lavas basálticas proveninetes da Faixa Vulcânica Fissural da Terceira, estrutura tectónica que atravessa a caldeira de oes-noroeste para sueste.

## Descrição
A ilha Terceira, tal como as outras ilhas do arquipélago dos Açores, é um complexo edifício vulcano-tectónico, resultado de várias fases eruptivas, instalado numa vasta plataforma submarina de crosta oceânica engrossada, e por isso de profundidade reduzida em relação às áreas oceânicas vizinhas, designada por Plataforma dos Açores, ou Microplaca dos Açores. A ilha encontra-se instalada no borda nor-nordeste daquela plataforma, integrado numa longa estrutura tectónica, o rifte da Terceira, que liga o extremo ocidental da falha GLORIA, a sueste da ilha de Santa Maria, à Dorsal Média do Atlântico, a oes-noroeste da ilha Graciosa. A ilha é constituída por quatro grandes edifícios vulcânicos poligenéticos do tipo central (Cinco Picos, Guilherme Moniz, Pico Alto e Serra de Santa Bárbara) e um sistema fissural basáltico. Do vulcão dos Cinco Picos, o mais antigo grande vulcão da Terceira (com ± 3 milhões de anos) e extinto, restam a Serra do Cume e a Serra da Ribeirinha, escombros da maior caldeira de colapso (abatimento) dos Açores, a Caldeira dos Cinco Picos, gerada há menos de 100 mil anos.
No processo de construção da ilha seguiu-se o vulcão de Guilherme Moniz, a poente do vulcão dos Cinco Picos, também extinto, do qual resta a Caldeira de Guilherme Moniz e a Serra do Morião, posteriormente invadida por materiais vulcânicos de episódios mais recentes, já que sobre o seu bordo norte se instalou posteriormente o Vulcão do Pico Alto (potencialmente ativo, pelo menos desde há cerca de 100 mil anos). Por fim, surgiu o Vulcão de Santa Bárbara (há cerca de 1 milhão de anos), inicialmente um vulcão submarino a oeste da proto-Terceira, que formou uma ilha que acabou por se unir a esta, em boa parte através do contributo das poderosas erupções fissurais de basaltos muito fluidos que ocorreram ao longo do troço do rifte da Terceira que para leste liga o Vulcão de Santa Bárbara ao resto da ilha. Há algumas dezenas de milhar de anos reativou-se uma estrutura vulcânica, alongada, a Faixa Vulcânica Fissural da Terceira, que se desenvolve ao longo do eixo do rifte da Terceira, desde a da Serreta, no extremo W da ilha, até ao Porto Judeu-Fonte do Bastardo, no sueste da ilha, intersectando o interior da Caldeira de Guilherme Moniz, o sul de Maciço do Pico Alto e o troço central da Caldeira dos Cinco Picos.

### Geomorfologia e história eruptiva
O Complexo Vulcânico de Guilherme Moniz (por vezes designado por Vulcão da Serra do Morião) é um de quatro grandes edifícios vulcânicos do tipo central existentes na ilha Terceira, constituindo a região centro-meridional da ilha, ocupando o território a norte de Angra do Heroísmo.
A atividade eruptiva que deu origem a este complexo vulcânico terá tido início há mais de 400 000 anos, estando o seu aparelho vulcânico parcialmente sobreposto ao edifício vulcânico mais antigo da ilha, o vulcão dos Cinco Picos (ou vulcão da Serra do Cume), cujo centro eruptivo se situa para es-sueste. Por sua vez, o Complexo Vulcânico de Guilherme Moniz encontra-se parcialmente recoberto por materiais emitidos pelos centros vulcânicos do Pico Alto, da Serra de Santa Bárbara e pelo vulcanismo fissural instalado ao longo da Faixa Vulcânica Fissural da Terceira localizada entre aqueles dois grandes vulcões.
O complexo apresenta um diâmetro da base, medido ao nível médio do mar, que ronda 6 a 7 km, elevando-se até à altitude de 632 m acima do nível médio do mar no vértice geodésico do Rosto, no cume da Serra do Morião. A forma da estrutura, em tronco de cone, resulta do colapso da porção superior que truncou o topo do edifício. O colapso poderá ter ocorrido num só episódio, conforme parece indicar a forma regular da depressão. A caldeira de colapso formada constitui a vasta Caldeira de Guilherme Moniz, de configuração fortemente elíptica, alongada na direcção NW-SE, com diâmetro maior de 4 km e diâmetro menor que ronda os 2 km, delimitada nalguns pontos por escarpas interiores que atingem os 150 m de altura, onde a rocha nua evidencia a natureza traquibasáltica da formação. O fundo da caldeira, plano, situa-se em torno dos 460 m de altitude, sendo a profundidade máxima, medida entre o fundo e os relevos circundantes, de 370 m. A cumeeira bem definida que a circunscreve do lado sul, este e oeste, atinge uma altitude máxima de 660 metros, é chamada na sua generalidade de Serra do Morião (ou Costaneira no extremo SW). Isso não impede que sejam chamados outros nomes a diferentes zonas desta serra em forma de ferradura.
A caldeira encontra-se aberta a norte e nordeste, tendo o seu bordo sido recoberta pelos produtos vulcânicos mais modernos do vulcão do Pico Alto. O interior foi posteriormente preenchido por volumoso derrame basáltico, emitido pelo cone do Algar do Carvão há 2115 ± 115 anos, o qual transbordou para o exterior da caldeira na zona do Pico do Areeiro, onde se dividiu em dois ramos que se dirigiram em direcção às Lajes e Feteira, atingindo o mar. Esse derrame, que deu origem a um enorme lago de lava, originou uma morfologia extremamente aplanada no interior da caldeira, que se encontra apenas interrompida pelo Pico do Gualpanar.
O fundo da caldeira apresenta sinais de vários episódios eruptivos que ali ocorreram nos últimos 25 000 anos. Alguns estão ligados às erupões do Vulcão do Pico Alto, que alguns autores consideram como sendo uma deslocação para nordeste do centro eruptivo do Vulcão de Guilherme Moniz, e por isso parte do mesmo edifício vulcânico, com os seus domos lávicos, coulées e outros materiais e estruturas, constibuíram significativamente para o preenchimento da cratera, particularmenste no sector nordeste. Mais recentemente surgiram diversas escoadas lávicas basálticas, muito fluidas, em particular a do Pico do Carvão (de há cerca de 2 000 anos), que preencheram e aplanaram grande parte do chão da caldeira. A caldeira parece ter sido, no período anterior ao seu preenchimento pelas lavas basálticas mais recentes, uma grande lagoa de cratera, cujo imperme que lhe servia de fundo sobreviveu ao preenchimento. A consequência foi fazer surgir um importante aquífero suspenso, cuja água origina fortes nascentes. As nascentes mais superficiais estão localizadas no interior de tubos de lava, como a Furna de Água e a Furna do Cabrito, originadas pela mesma lava do Pico do Carvão que transbordou a leste onde a cumeeira da serra era mais baixa. As mais profundas emergem no flanco sul da Serra do Morião, dando origem às nascentes da Nasce-Água e outras, inicialmente captadas para abastecimento da levada da Ribeira dos Moinhos, presentemente captadas para consumo humano.

### Caldeira Guilherme Moniz
A Caldeira Guilherme Moniz é uma grande estrutura de abatimento, formada há cerca de 23 000 anos atrás, implantada na parte central da ilha Terceira (Açores). Corresponde a uma depressão vulcânica alongada no sentido noroeste-sueste, com diâmetro máximo e mínimo de 4,3 e 2,3 km, e cerca de 15 km de perímetro e mais de 11 km2 de superfície. A formação da caldeira deverá estar relacionada com as erupções que deram origem ao ignimbrito de Angra, há 23 000 anos (23 100 ± 350 anos) e outros episódios explosivos mais antigos.
A estrutura é uma caldeira de abatimento, formada pelo afundamento da zona central de um grande vulcão em escudo poligenético, que assumiu a sua presente configuração geral há cerca de 23 000 anos atrás na sequência das erupções explosivas que deram origem ao Pico Alto. Sobre o seu bordo norte instalou-se o maciço do Pico Alto, pelo que apenas o bordo sul da caldeira está preservado. O flanco sul, sobranceiro à cidade de Angra do Heroísmo, correspondendo à Serra do Morião (ou Costaneira), com o seu ponto mais alto a 619 m de altitude, com escarpas muito declivosas e irregulares. Este bordo da caldeira tem uma altura média da ordem de 170 m acima do fundo da caldeira e na sua face interior estão visíveis grandes estruturas colunares resultantes da disjunção prismática dos traquibasaltos que a formam. A estrutura é claramente poligenética, com domos e coulées bem visíveis.
O fundo desta caldeira, muito plano e situado em torno dos 468 m de altitude, foi ocupado por diversas escoadas lávicas basálticas recentes, com especial destaque para aquelas emitidas há cerca de 2 000 anos do sistema vulcânico do Algar do Carvão, as quais depois de formarem um extenso lago de lava, hoje a zona plana do fundo da Caldeira Guilherme Moniz, transbordaram do lado leste da caldeira, junto ao Pico da Cruz. Dada a fluidez destas lavas do tipo pahoehoe desenvolveram-se vários túneis lávicos no seu seio, como a Furna d’Água ou a Furna do Cabrito. As torrentes de lava que emergiram da caldeira formaram duas grandes escoadas lávicas, uma que se dirigiu para sul, atingindo o mar na Fajã do Fischer (Feteira), outra que se dirigiu para nordeste, formamndo o Biscoito das Fontinhas e atingiu o mar na Caldeira das Lajes.
Esta cratera é a abertura do vulcão da Serra do Morião ou Serra da Nasce Água. Tem uma abertura de 15 km de diâmetro, e uma flora endémica muito valiosa, por ser única no mundo, estando por essa razão protegida por lei.
Nesta caldeira existe o maior reservatório de água da ilha, dado que aqui se encontrava uma lagoa cujas águas foram, há pouco tempo, em termos geológicos, cobertas pela erupção do Algar do Carvão que lhe aprisionou as águas debaixo das escoadas lávicas. Dos seu bordos brotam algumas nascentes de grande caudal como é  caso da Furna de Água situada na lado oeste da vertente.
Pelo impacte que eventuais alterações no interior da Caldeira do Guilherme Moniz poderia trazer à recarga e à qualidade da água do aquífero ali existente, a Caldeira foi classificada como Área Protegida de Gestão de Recursos da Caldeira de Guilherme Moniz e integrada no Parque Natural da Terceira. Constitui ainda o geossítio Caldeira do Guilherme Moniz do Geoparque Açores. No seu interior estão localizados o Monumento Natural do Algar do Carvão e o Monumento Natural das Furnas do Enxofre, ambos também parte do Parque Natural da Terceira e do Geoparque Açores. 
O interior da Caldeira propicia uma paisagem interessante pela escala acolhedora e homogeneidade que apresenta, limitada em termos de horizontes e onde a dimensão natural da paisagem assume especial preponderância e transmite uma sensação de tranquilidade. Os usos presentes são, no geral, coerentes com as características biofísicas, à exceção da plantação de criptomérias em áreas excessivamente declivosas e onde o solo se apresenta com uma elevada erodibilidade. Este aspeto deverá ser tido em conta, pois a erosão das vertentes poderá influenciar os restantes sistemas presentes na Caldeira. Constitui uma unidade paisagística especialmente diversificada em termos florísticos, incluindo turfeiras, que merece especiais cuidados em termos de conservação.
Para a visitação recomenda-se o percurso pedestre PRC07 TER - Passagem das Bestas como forma de apreciar as bonitas paisagens sobre o interior da caldeira. Esta passagem corresponde ao percurso usado como entrada para a caldeira, nomeadamente para o transporte de lenha. A passagem dos carros deixou impressos no chão rochoso profundos sulcos, denominados de relheiras, originadas pelo rodar dos carros de bois durante séculos. Contudo, algumas das relheiras apresentam traçados e configurações difíceis de explicar, o que tem levanto dúvidas sobre a sua origem e sobre o período histórico em que foram feitas.

### Conservação da natureza
No Complexo Vulcânico de Guilherme Moniz, especialmente no fundo aplainado da Caldeira, ainda subsistem amplas áreas de matos macaronésicos numa paisagem dominada pelas pastagens pobres. Nas áreas mais declivosas, correspondentes às encostas periféricas e cumeadas, estão presentes amplas matas de criptoméria e alguns matos, com destaque para a zona de vegetação de sucessão secundária existente na encosta sul da Serra do Morião.
A presença humana neste maciço, e em particular na Caldeira Guilherme Moniz, vem dos primórdios do povoamento da ilha Terceira, pelo que no presente constitui um bom exemplo da coexistência da paisagem natural dos Açores com a paisagem humanizada. A proximidade à cidade de Angra e fácil acessibilidade fez com que a exploração humana deste espaço o tenha alterado profundamente. A atividade agropecuária, a criação de gado bravo e a produção de lenhas e madeira, obrigaram a que as comunidades naturais hoje subsistam principalmente nas cumeeiras e escarpas de difícil accesso.
Nessas zonas de maior declive subsistem alguns pequenos bosques de cedro-do-mato (Juniperus brevifolia), coexistindo com outras arbóreas e arbustivas como a urze (Erica azorica), o louro (Laurus azorica), o azevinho (Ilex perado ssp. azorica), a uva-da-serra (Vaccinium cylindraceum) e o folhado (Viburnum treleasei). Nestes bosques, e no sub-bosque das florestas de criptoméria plantados nas zonas de piores solos, são frequentes os grandes fetos, com destaque para o feto-de-botão (Woodwardia radicans) e o feto-arbóreo da espécie Cyathea cooperi, para além de várias herbáceas endémicas. Sobre o fundo rochoso da Caldeira crescem matos secundários, onde predomina a urze (Erica azorica), que recuperaram bem da intensa apanha de lenha a que foram sujeitos no passado e da ocupação de boa parte daquele terreno com a cultura da espadana ou espadão (Phormium tenax), ali introduzida em finais do século XIX para a produção de fibra para cordame.
Entre a abundante avifauna presente, destaca-se a presença dos queimados ( Buteo buteo rothschildi), do pombo-torcaz (Columba palumbus azorica) e os comuns passeriformes de média altitude dos Açores, com destaque para o melro-preto (Turdus merula azorensis), vinagreira (Erithacus rubecula), tentilhão (Fringilla coelebs moreletti), toutinegra (Sylvia atricapilla atlantis) e labandeira (Motacilla cinerea patriciae). O único mamífero endémico que ali ocorre é o morcego dos Açores (Nyctalus azoreum).
A Caldeira de Guilherme Moniz constitui uma das principais zonas de recarga dos aquíferos da ilha, encontrando-se classificada como área protegida para a gestão de recursos, no caso recursos hídricos, e consequentemente integrada no Parque Natural da Terceira, pela sua importância para a preservação da qualidade e disponibilidade de água, constituindo a principal fonte de abastecimento de água para consumo humano no concelho de Angra do Heroísmo, cujo excesso é utilizado para produção de hidroeletricidade nas centrais a fio de água da Nasce Água, São João de Deus e Jardim.
A drenagem das águas é por vezes insuficiente, dando origem à formação de turfeiras, sendo claro o encharcamento a que estão sujeitos os solos, tanto pela presença de pequenas lagoas como pelas espécies vegetais presentes e a coloração que apresentam. Provavelmente por este motivo, e por alguma sensibilidade por parte da população relativamente ao importante papel que esta área e estas comunidades particulares de vegetação representam para a preservação das reservas de água, as pastagens têm aqui uma reduzida expressão, em contraste com muitas outras áreas da ilha a altitudes semelhantes e com maiores declives. De facto, a permanência dos matos macaronésicos e das turfeiras assegura a recarga em água do complexo vulcânico de Guilherme Moniz.